# Ian Agol
Ian Agol (Hollywood, 13 de maio de 1970) é um matemático estadunidense.
Seu campo de trabalho é principalmente a topologia de variedades tridimensionais.
Agol obteve o Ph.D. em 1998 na Universidade da Califórnia em San Diego, orientado por Michael Freedman, com a tese Topology of hyperbolic 3-manifolds. É professor da Universidade da Califórnia em Berkeley e ex-professor da Universidade de Illinois em Chicago.
Ian Agol, Danny Calegari e David Gabai receberam o Clay Research Award de 2009, pela prova do teorema de Tameness. O teorema estabelece que uma 3-variedade hiperbólica com grupo fundamental finitamente gerado é homeomérfica para o interior de uma 3-variedade compacta. A conjectura foi provada em 2004 por Agol, e independentemente por Calegari e Gabai, e implica a conjectura da medida de Ahlfors.
Em 2005 recebeu uma Bolsa Guggenheim. Em 2012 tornou-se fellow da American Mathematical Society.
Em 2013 foi laureado com o Prêmio Oswald Veblen de Geometria, juntamente com Daniel Wise.
Seu irmão gêmeo, Eric Agol, é professor de astronomia da Universidade de Washington em Seattle.